# Терёхин, Макар Фомич
Макар Фомич Терёхин (5 [5] марта 1896, Поляны — 30 марта 1967, Рязань) — советский военачальник, генерал-лейтенант танковых войск, Герой Советского Союза, участник многих военных конфликтов, воин-интернационалист, участник Великой Отечественной войны 1941—1945 годов.

## Биография
Родился 17 марта 1896 года в селе Поляны ныне Рязанского района Рязанской области в крестьянской семье. В детские и юношеские годы был пастухом, рабочим крахмального завода. Русский. Член ВКП(б)/КПСС с 1919 года. Окончил 7 классов.
С августа 1915 года служил в Русской ипператорской армии рядовым и старшим унтер-офицером. Участник Первой мировой войны. С марта 1917 года на фронте.
В августе 1918 года добровольно вступил в Красную Армию.
В Гражданскую войну в должности командир взвода участвовал в боях против войск генерала Мамонтова, банд Махно и Антонова.
В 1920 году окончил 1-е Рязанские Советские пехотные курсы командного состава РККА. В 1925 году и 1931 году он окончил курсы «Выстрел». В 1932 году — Ленинградские бронетанковые курсы усовершенствования командного состава имени А. С. Бубнова.
С 1921 года был комиссаром Курской военной школы. С октября того же года являлся командиром роты 91-х подготовительных курсов. С декабря 1921 г. — командир роты, а в 1922 г. — врид командира батальона 27-го Орловского стрелкового полка. С мая 1924 г. — командир роты разведчиков 50-го стрелкового полка.
С апреля 1926 г. Терёхин был начальником полковой школы 50-го стрелкового полка. В сентябре 1927 г. стал командиром роты 3-го стрелкового полка 1-й Московской Пролетарской стрелковой дивизии. С ноября 1927 г. — командир учебной роты Нижегородской пехотной школы им. И. В. Сталина.
С марта 1932 года являлся командиром учебного батальона в Горьковской бронетанковой школе им. И. В. Сталина.
В 1935 году учился на курсах усовершенствования при Военной академии механизации и моторизации РККА. Командовал 10-м механизированным полком. С 1937 года — 10-й механизированной бригадой.
В 1937—1938 годах Терёхин в качестве военного советника участвовал в Гражданской войне в Испании 1936—1939 гг. Контужен там. Вернувшись из Испании, в марте 1939 г. был назначен командиром 20-го танкового корпуса (Забайкальский ВО).
Участник боёв на реке Халхин-Гол с 9 августа по 16 сентября 1939 года. Командовал 11-м механизированным корпусом (1-я армейская группа).
Участвовал в советско-финской войне, командуя 19-м стрелковым корпусом, действовавшим на Карельском перешейке.
С лета 1940 вновь на Дальнем Востоке, формировал 5-й механизированный корпус в Забайкальском военном округе и командовал им до апреля 1941 года.
С апреля 1941 года по декабрь 1945 года генерал-лейтенант танковых войск Терёхин М. Ф. командовал 2-й Краснознамённой армией Дальневосточного фронта.
В ходе советско-японской войны 1945 г. 2-я армия ген.-лейтенанта т/в М. Ф. Терехина доблестно участвовала в Маньчжурской стратегической наступательной операции. 9 и 10 августа 1945 г. её передовые отряды форсировали Амур и захватили три плацдарма. Начав с них стремительное наступление, уже в первые дни операции части армии уничтожили Сахалянский укрепрайон, а к 17 августа полностью окружили Суньуский укрепрайон. В последнем в этот день капитулировала 123-я пехотная дивизия японцев с частями усиления (свыше 17 тыс. чел.). Затем части армии с боем преодолели хребет Малый Хинган, освободили несколько крупных городов и к 21 августа вышли к городу Цицикар, соединившись с частями Забайкальского фронта. Тем самым была полностью окружена 4-я отдельная японская армия. На этом боевые действия были завершены, началась массовая капитуляция японских войск.
После войны до декабря 1945 г. М. Ф. Терёхин командовал той же армией.
С 1949 г. М. Ф. Терёхин был помощником командующего войсками Белорусского и Северного военных округов. В 1949 году он окончил Высшие академические курсы при Военной академии Генерального штаба имени К. Е. Ворошилова.
В 1950 году проживал в городе Петрозаводске Карело-Финской ССР. Избран депутатом Петрозаводского городского Совета депутатов трудящихся V созыва. Служил заместителем командующего Беломорским военным округом в Петрозаводске.
С 1954 года в запасе. Жил в городе Рязани, где скончался 30 марта 1967 года. Похоронен на Скорбященском кладбище г. Рязани.

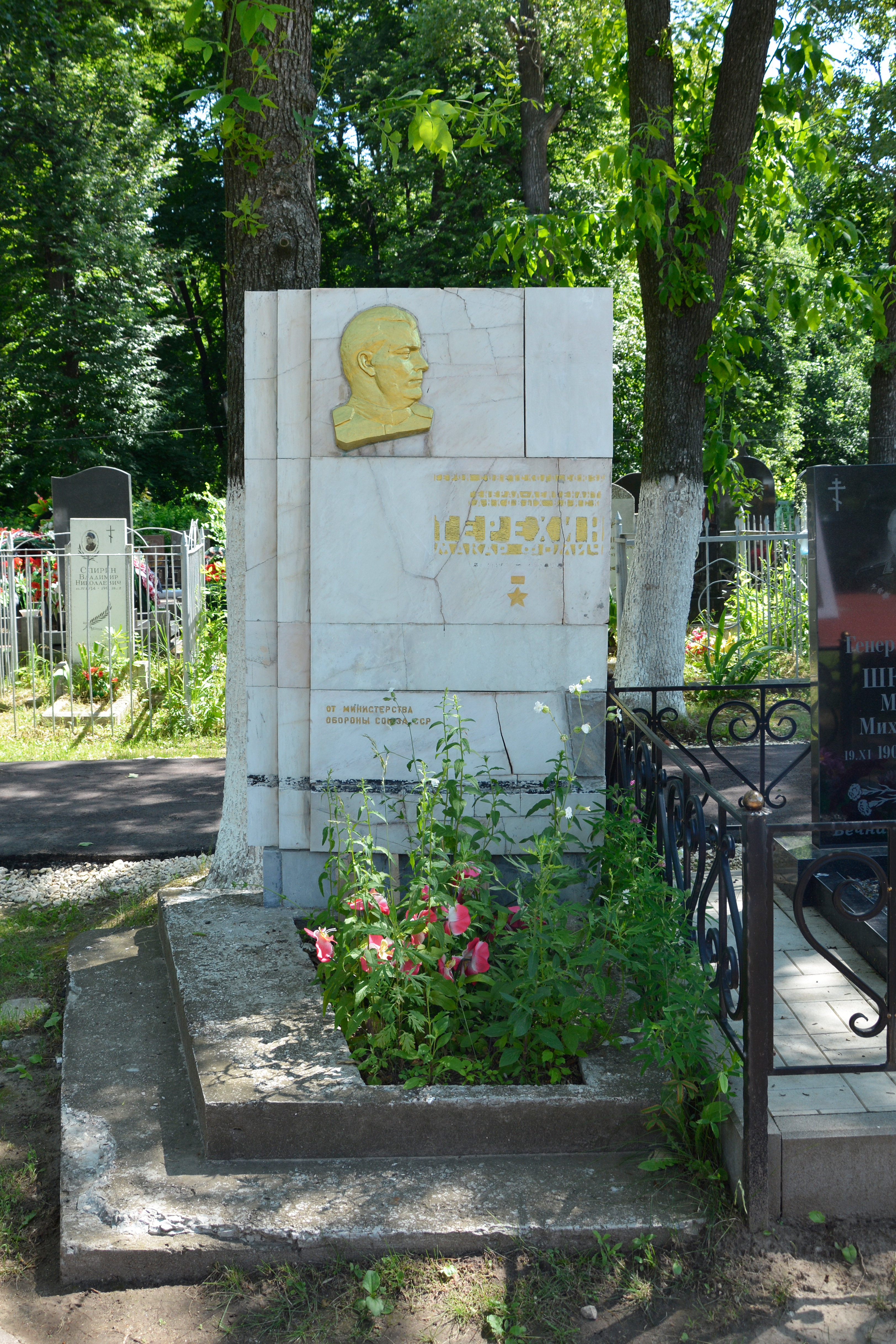
Могила М. Ф. Терёхина в Рязани

## Воинские звания
- Майор (1936)
- Полковник
- Комдив (29.11.1939)
- Генерал-лейтенант танковых войск (4.06.1940)

## Награды[8]
- Герой Советского Союза (медаль № 151)[7];
- три ордена Ленина (2.03.1938, 17.11.1939, 21.02.1945);
- два ордена Красного Знамени (3.11.1944, 20.06.1949);
- орден Кутузова 1-й степени (8.09.1945);
- медали СССР;
- Орден Красного Знамени (Монголия, 1939);
- Медали МНР и Китая.

## Память
- Именем Героя названа улица в селе Поляны Рязанской области[9].
- В городе Петрозаводске одна из улиц носит имя Героя Советского Союза Макара Фомича Терёхина[10][11].